# TOPIO

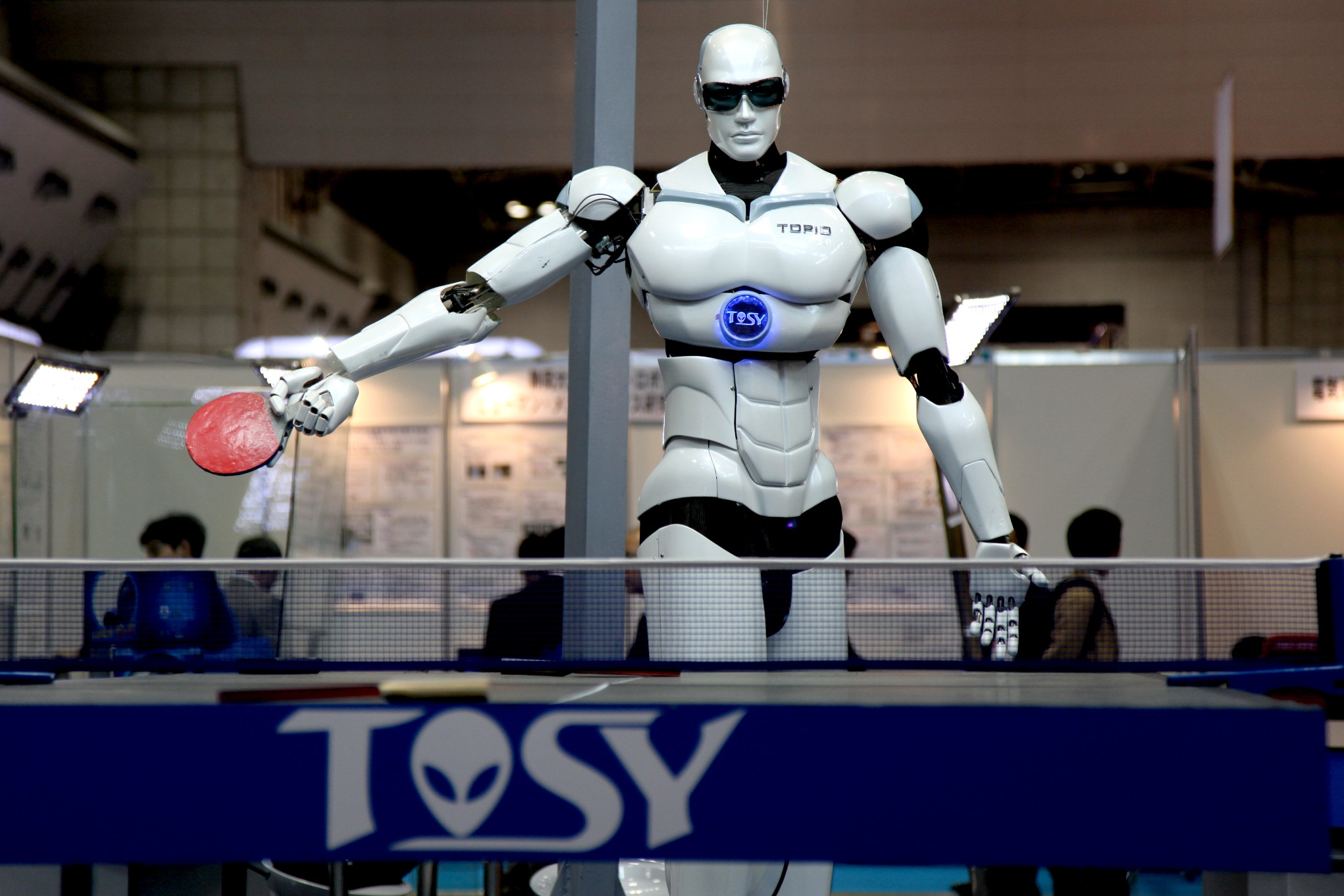
2009년 IREX에서의 TOPIO 3.0

TOPIO(토피오, "TOSY Ping Pong Playing Robot")는 인간과 탁구를 치도록 설계된 이족보행 휴머노이드 로봇이다. 베트남의 로봇회사인 TOSY가 2005년부터 개발해 왔다. 2007년 11월 28일 도쿄 국제 로봇 전시회(IREX)에서 공개적으로 시연되었다. TOPIO 3.0(TOPIO의 최신 버전)은 높이가 약 1.88m(6' 2")이고 무게는 120kg(264lb)이다.

## 같이 보기
- 휴머노이드 로봇
- 안드로이드 (로봇)
- ASIMO
- 가이노이드
- QRIO
- 휴보
- HRP-4C